# Národní fronta pro osvobození Angoly

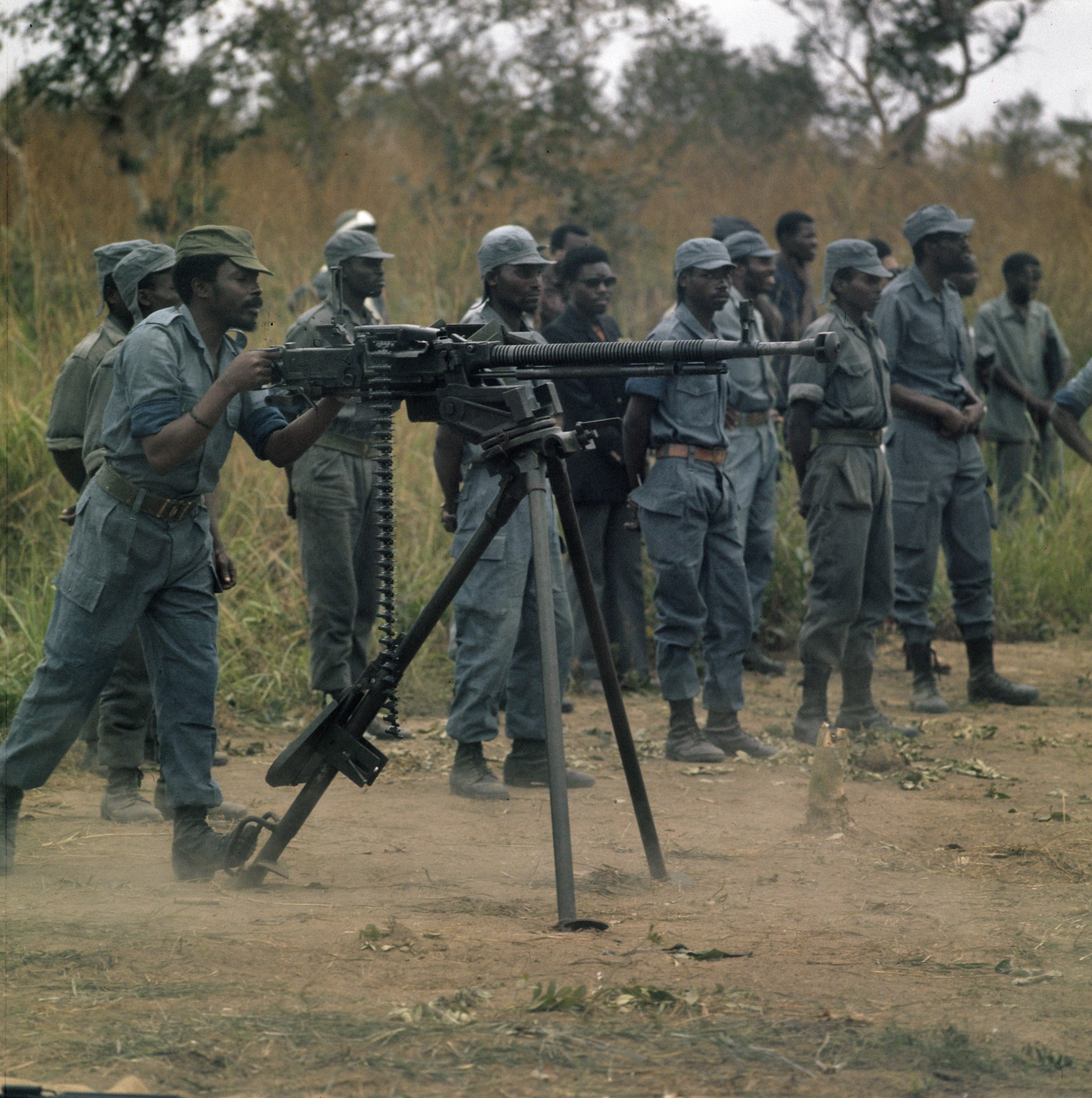
Výcvik vojáků FNLA v Zairu, 1973

Frente Nacional de Libertação de Angola – FNLA (Národní fronta pro osvobození Angoly) bylo jedno z nejvýznamnějších osvobozeneckých hnutí v historii Angoly. Během angolské občanské války v letech 1975–2002 představovalo jednu z opozičních sil vůči vládní straně MPLA.
Hnutí s centrem na severu Angoly bylo spojeno s lidem bantuského etnika Bakongo. Vzniklo spojením několika nacionalistických skupin v roce 1962. Rodinné vazby mezi vůdcem FNLA Holdenem Robertem a zairským vůdcem Mobutu Sese Sekem umožnily díky postavení Mobutua ve vztahu k USA získávat podporu od Spojených států.